# Aire de Berchem

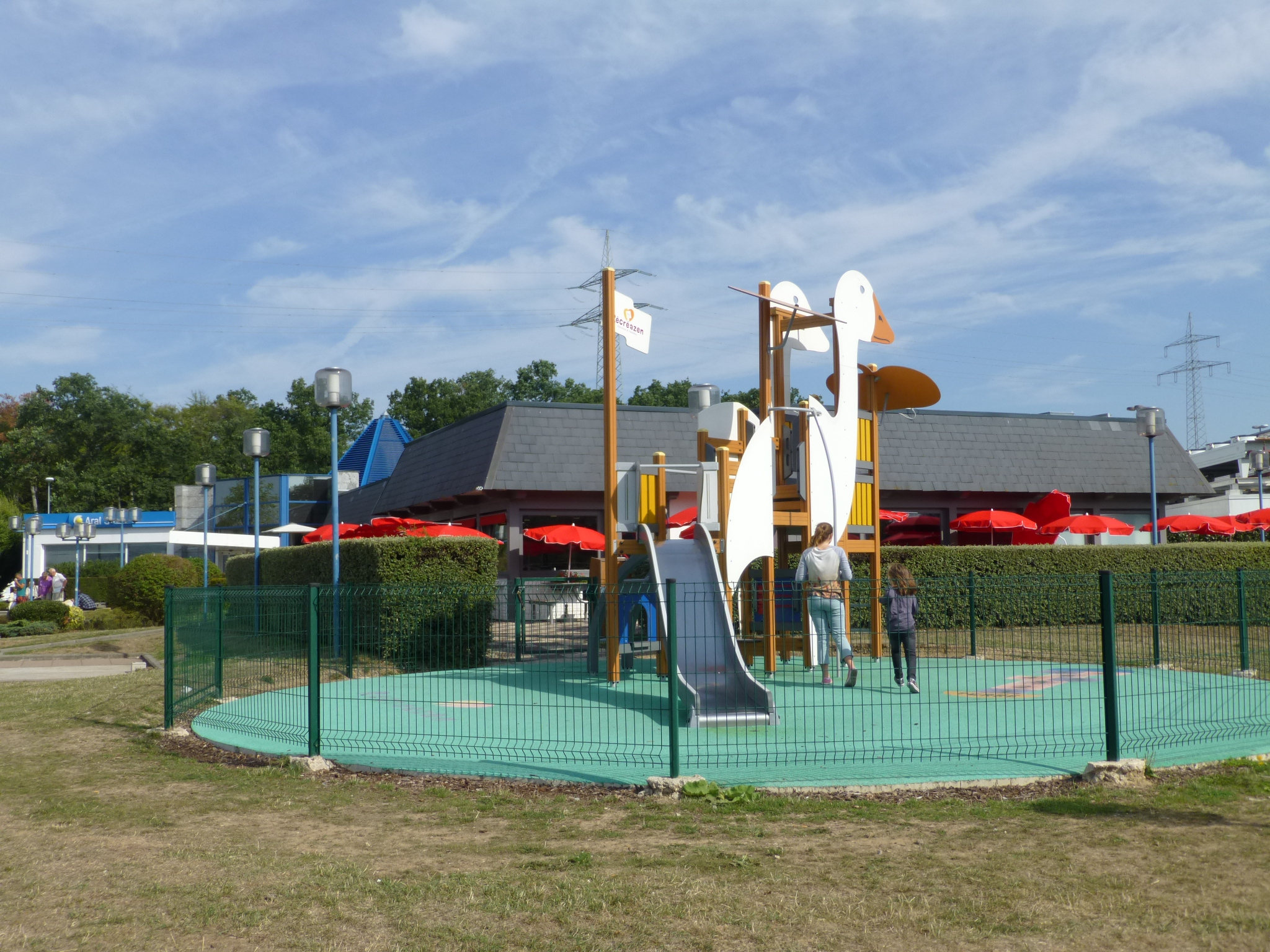
La plaine de jeux du côté de la station Aral en 2015.

L'aire de Berchem est une aire de repos et de service autoroutière luxembourgeoise.
Les deux station-services, une par sens, ont la particularité d'être les plus grandes de leur exploitant : Q8.

## Histoire
La station-service a été mise en service en 1983, à l'époque sous bannière Shell (direction Luxembourg-ville) et Aral (direction Bettembourg), et rénovée en 2016. La station-service Aral a elle aussi été rénovée la même année. L'exploitation des deux station (Est et Ouest) ont été transférée à Q8 début mai 2025.

## Localisation
L'aire est située sur l'autoroute A3 à proximité de la localité de Berchem, sur la commune de Roeser, à 5 km au sud de Luxembourg-ville et à 8 km au nord de la frontière française.
L'aire de Berchem a une superficie totale de 60 000 m2.

## Caractéristiques

### Station-service Est
La station-service située du côté Est, en direction de la France, était concédée à Aral jusqu'en mai 2025. Elle est maintenant devenue une station Q8.
Chaque jour, 465 camions transitent par la station-service. Elle était la plus grande station du groupe Aral. Elle compte 32 pompes à carburant dont 12 pour les poids lourds et trois pompes GPL. Le réseau Chargy propose aussi six bornes de recharge pour véhicules électriques, trois d'une puissance maximum de 350 kWh et trois d'une puissance maximum de 400 kWh.
La station possède aussi une boutique qui était gérée par Auchan et reprise par Shop & Go depuis mai 2025 ainsi qu'un restaurant L'Arche devenu Panos à la même date.

### Station-service Ouest
La station-service située côté Ouest, en direction de Luxembourg-Ville, était concédée à Shell jusqu'en mai 2025. Elle est aussi passée sous l'enseigne Q8. Cette station-service est la plus grande d'Europe et était la plus grande station service du groupe Shell du monde, voire la plus grande du monde tout exploitant confondus. Elle peut servir jusqu'à 25 000 clients par jour et vend 260 millions de litres de carburant par an grâce à ses 51 pompes à carburant, dont 24 pour les poids lourds. En moyenne, 2 000 à 3 000 poids lourds et 7 500 voitures y font le plein chaque jour. Chaque jour, 25 camions citernes ravitaillent la station. Le réseau Chargy propose également six bornes de recharge, les mêmes que celles du côté Est.
Ce volume d'activité s'explique notamment par le nombre de touristes ou de frontaliers qui veulent profiter des prix nettement inférieurs à ceux pratiqués en France ou ailleurs au Benelux, que ce soit pour le carburant ou le tabac, ainsi que par la situation géographique du Luxembourg.
L'aire dispose au rez-de-chaussée d'un petit supermarché sous l'enseigne Shop & Go qui peut servir jusqu'à 5 000 clients par jour. À l'étage supérieur, on retrouvait les enseignes de restauration rapide McDonalds et Starbucks, fermées définitivement le 27 avril 2025. Celles-ci ont laissé place à l'enseigne Panos au moment de la reprise de la station par Q8.
Des toilettes et des douches gratuites sont mises à la disposition des routiers.